# Просперідад-Мамба
Просперідад-Мамба — супергігантське газове родовище в Індійському океані біля узбережжя Мозамбіку. Розвідане на початку XXI століття на території ліцензійних блоків 1 та 4.

## Історія відкриття

### Розвідка в блоці 1
Розвідка родовища почалась із закладення свердловини на структурі Windjammer, за 50 км від узбережжя Мозамібку в районі з глибиною моря 1450 метрів. Пробурена в березні 2010 року до рівня 5160 метрів нижче морського дна, свердловина відкрила 146 метрів газонасичених пісковиків у відкладеннях олігоцену та резервуар товщиною 23 метри в породах палеоцену (в той же час, залягаючі вище пісковики міоцену в підсумку виявились водонасиченими). Цю розвідувальну свердловину, так само як і наступні в блоці 1, спорудило судно Belford Dolphin.
Восени того ж року за 3 кілометри на північний схід пробурили розвідувальну свердловину на структурі Barquentine. Закладена в районі з глибиною моря 1575 метрів вона досягла рівня 5115 метрів нижче морського дна та відкрила два газонасичені інтервали загальною товщиною 94 метри у відкладеннях олігоцену та палеоценовий інтервал товщиною 33 метри, при цьому останній знаходився в безпосередньому зв'язку із резервуаром на структурі Windjammer.
Після цього розпочали розвідку на структурі Lagosta, яка розташовувалась на значній відстані від перших відкриттів (за 26 км на південь від Barquentine та за 23 км на південний схід від Windjammer).  Свердловина, що знаходиться в районі з глибиною моря 1548 метрів, відкрила 168 метрів газонасичених інтервалів. Один з них, як і в попередініх випадках, відносився до олігоценової епохи, а інший до відкладень еоцену.
Ще однією розвіданою структурою в блоці 4 стала Camarao. Осінню 2011-го тут завершили свердловину, яка знаходилась в районі з глибиною моря 1442 метри та мала довжину 3850 метрів. Вона відкрила 43 метри газовмісних пісковиків у породах міоцену та олігоцену.
Ще до спорудження Camarao в блоці 1 розпочалось оціночне буріння, яке включало:
- завершену в серпні 2011-го свердловину Barquentine-2, котра пройшла через олігоценовий резервуар товщиною 70 метрів, що знаходився в коммунікації з виявленим за допомогою Barquentine-1;
- пробурену в листопад 2011-го свердловину Barquentine-3, закладену за 4,4 км на південний схід від Barquentine-1 та за 2,9 км на південь від Barquentine-2. Ця споруда пройшла через найтовщі на той момент у блоці 1 газовмісні породи — 202 метри;
- споруджену в січні 2012-го Lagosta-2, котра розташовується за 7 км на північ від першої свердловини на структурі Lagosta та за 8,5 км на південь від Camaro. В Lagosta-2 виявили вже 237 метрів газовмісних інтервалів;
- пробурену в лютому того ж року Lagosta-3, яка виявила 176 метрів газонасичених інтервалів, при цьому до спорудження сверловини їх наявність у західній частині структури не дуже підтверджувалась даними сейсмічної розвідки;
- свердловину Barquentine-4 з товщиною газонасичених порід 160 метрів.
Враховуючи дуже обнадійливі результати розвідувального та оціночного буріння, в січні 2012 до узбережжя Мозамбіку прибуло інше бурове судно Deepwater Millennium, яка мало обладнання для тестування свердловин. Воно провело випробовування на Barquentine-3, Barquentine-2 (дебіт до 2,8 млн м³ на добу з можливим подвоєнням у режимі розробки), Barquentine-1 (так само 2,8 млн м³ на добу), Lagosta-2 (всі три виявлені інтервали показали результат у 2,8 млн м³ на добу).

### Розвідка в блоці 4
На ліцензійній ділянці 4, розташованій на схід від блоку 1, розвідка почалась на рік пізніше. Осінню 2011-го свердловина Mamba South-1, закладена в районі з глибиною моря 1585 метрів та пробурена до рівня 5000 метрів нижче морського дна виявила 212 метрів газонасичених пісковиків епохи олігоцену та 90 метрів залягаючих нижче еоценових пісковиків. Цю свердовину, як і інші розвідувальні та оціночні в блоці 4, пробурило судно Saipem 10000.
У лютому 2012-го спорудили свердловину Mamba North-1, закладнену за 14 км на північ від Mamba South-1 у районі з глибиною моря 1690 метрів. Вона досягла рівня 5330 метрів нижче морського дна та виявила кілька газонасичених інтервалів загальною товщиною 186 метрів у породах олігоцену та палеоцену.
Третьою розвіданою структурою в цьому районі стала Mamba North East, де весною того ж року свердловина Mamba North East-1, закладена в районі з глибиною 1848 метрів, досягла рівня 4560 метрів нижче морського дна. Вона пройшла через найтовщий на той момент набір газонасичених інтервалів загальною товщиною 240 метрів в пісковиках олігоцену та еоцену, при цьому підтвердилась наявність комунікації з резервуарами свердловин Mamba South-1 та Mamba North-1.
В подальшому в блоці 4 спорудили цілий ряд оціночних свердловин, як то:
- Mamba North East-2 (липень 2012), яку заклали за 9 км на схід від Mamba North East-1 та за 23 км від Mamba South-1 в районі з глибиною 1994 метри (наразі найбільша серед розвідувальних та оціночних свердловин на родовищі Просперідад-Мамба). При довжині 5365 метрів вона пройшла через 200 метрів газонасичених інтервалів епох олігоцену, еоцену та палеоцену, при цьому олігоценовий резервуар виявився в комунікації зі свердловиною Mamba North East-1, а еоценовий — як з Mamba North East 1, так і з Mamba South-1;
- у грудні 2012 року свердловина Mamba South-2, закладена за 9 км на схід від Mamba South-1, виявила 60 метрів газонасичених олігоценових порід, сполучених з резервуаром Mamba South-1. Оцінка можливого дебету цієї свердловини становила 4 млн м³ на добу;
- у квітні 2013-го свердловина Mamba South-3, закладена на північ від Mamba South-1, між останньою та Mamba North East 1, відкрила 214 метрів газонасичених інтервалів олігоценової та еоценової епох.

## Геологія та запаси
Враховучи, що п'ять із восьми виявлених на структурах комплексу Мамба резервуарів виявились у гідравлічному зв'язку з родовищем Просперідад (узагальнена назва структур Windjammer, Barquentine, Camarao та Lagosta), всі описані вище відкриття визнали єдиним супергігантським родовищем.
Його виникнення пов'язане з виносом осадкового матеріалу в дельту річки Рувума, внаслідок чого накопичилась товща до 5000 метрів. Основні ресурси родовища пов'язані з пісковиками турбідітового походження, як відносяться до епох олігоцену та еоцену, а також палеоцену.
Видобувні ресурси розташованої в блоці 1 частини родовища (комплекс Просперідад) оцінюються від 480 до 850 млрд м³.
В той же час, геологічні запаси газу родовищ Мамба та Корал у середині 2010-х років визначались на рівні 2260 млрд м³ (у 2014-му видобувні ресурси Корал обчислили як 450 млрд м³).

## Розробка
Планується, що розробка родовища вестиметься спільно двома консорціумами, які володіють правами на блоки 1 та 4:
- групою під операторством Anadarko (26,5 %), до якої станом на 2014 рік також входили японська Mitsui (20 %), індійські BPRL, ONGC та Oil India (10 %, 16 % та 4 % відповідно), таїландська PTTEP (8,5 %) та місцева Empresa Nacional de Hidrocarbonetos (15 %);
- групою під операторством Eni, яка станом на грудень 2017 року володіє 35,7 % в Eni East Africa (буде перейменована в Mozambique Rovuma Venture). Ще 35,7 % Eni East Africa викупила ExxonMobil, а 28,6 % належать китайській CNPC. При цьому Eni East Africa володіє часткою 70 % в консорціумі, створеному для розвідки та розробки ліцензійного блоку 4, тоді як ще по 10 % мають південнокорейська Kogas, португальська Galp Energia та місцева Empresa Nacional de Hidrocarbonetos.
Можливий варіант розробки передбачає спорудження заводу з виробництва зрідженого природного газу (LNG) в складі чотирьох ліній потужністю по 5 млн т на рік (всього 20 млн т або 28 млрд м³).